# Красикова, Екатерина Фёдоровна
Екатерина Фёдоровна Красикова, в девичестве — Фомина (4 июля 1928, Центрально-Чернозёмная область — 21 апреля 2017) — передовик советского сельского хозяйства, звеньевая колхоза «Красный Октябрь» Лево-Россошанского района, Воронежской области. Герой Социалистического Труда (18.01.1948).

## Биография
Родилась 4 июля 1928 года в селе Данково Воронежской области в крестьянской семье. Русская.
В 1943 году после окончания обучения в школе Екатерина Фёдоровна начала трудовую деятельность в колхозе «Красный Октябрь». В 1945 году возглавила полеводческое звено, которое через два года получило рекордный урожай ржи 31,51 центнера с гектара, на площади 9 гектаров. 
Указом Президиума Верховного Совета СССР от 18 января 1948 года за получение высоких результатов в сельском хозяйстве и рекордные урожаи зерновых Екатерине Фёдоровне Красиковой было присвоено звание Героя Социалистического Труда с вручением ордена Ленина и золотой медали «Серп и Молот.
В 1948 году Красикова трудилась бригадиром, а в 1950 году проходила обучение в школе по подготовке колхозных кадров. 
В 1953 году сменила место жительство и переехала в деревню Моховатка, где трудилась дояркой в местном колхозе «Россия» Рамонского района Воронежской области. Последние годы жизни провела здесь же. 
Умерла 21 апреля 2017 года.

## Память
В 2018 году в Каширском муниципальном районе была открыта аллея Героев. Здесь в парке размещён бюст Героя Социалистического Труда Красиковой Екатерины Фёдоровны.

## Награды
Имеет следующие награды:
- Герой Социалистического Труда (18.01.1948)
- Орден Ленина (1948)